# 안녕하세요 황인용 서승현입니다
안녕하세요 황인용 서승현입니다는 대한민국의 방송국인 KBS의 라디오 채널 KBS 제2라디오에서 매일 오전 9시 10분부터 오전 11시까지 종영 방송된 방송인 황인용과 배우 서승현이 진행하는 라디오 프로그램이다.

## 진행자
- 황인용 방송인 (남)
- 서승현 배우 (여)